# Усоцька сільська рада
Усо́цька сільська́ ра́да — колишній орган місцевого самоврядування в Ямпільському районі Сумської області. Адміністративний центр — село Усок.

## Загальні відомості
- Населення ради: 706 осіб (станом на 2001 рік)

## Населені пункти
Сільській раді підпорядковані населені пункти:
- с. Усок

## Склад ради
Рада складається з 12 депутатів та голови.
- Голова ради: Бабич Володимир Васильович
- Секретар ради: Гайворонська Ніна Леонідівна

### Керівний склад попередніх скликань
| Прізвище, ім'я, по батькові | Основні відомості                                                               | Дата обрання | Дата звільнення |
| --------------------------- | ------------------------------------------------------------------------------- | ------------ | --------------- |
| Бабич Володимир Васильович  | Сільський голова, 1969 року народження, освіта середня спеціальна               | 26.03.2006   | 31.10.2010      |
| Бабич Володимир Васильович  | Сільський голова, 1969 року народження, освіта середня спеціальна, безпартійний | 31.10.2010   |                 |

Примітка: таблиця складена за даними сайту Верховної Ради України